# Lajes (kommun)
Lajes är en kommun i Brasilien.   Den ligger i delstaten Rio Grande do Norte, i den östra delen av landet, 1 700 km nordost om huvudstaden Brasília. Antalet invånare är 10 385.
Omgivningarna runt Lajes är huvudsakligen savann. Runt Lajes är det glesbefolkat, med 14 invånare per kvadratkilometer.